# Blake Michael

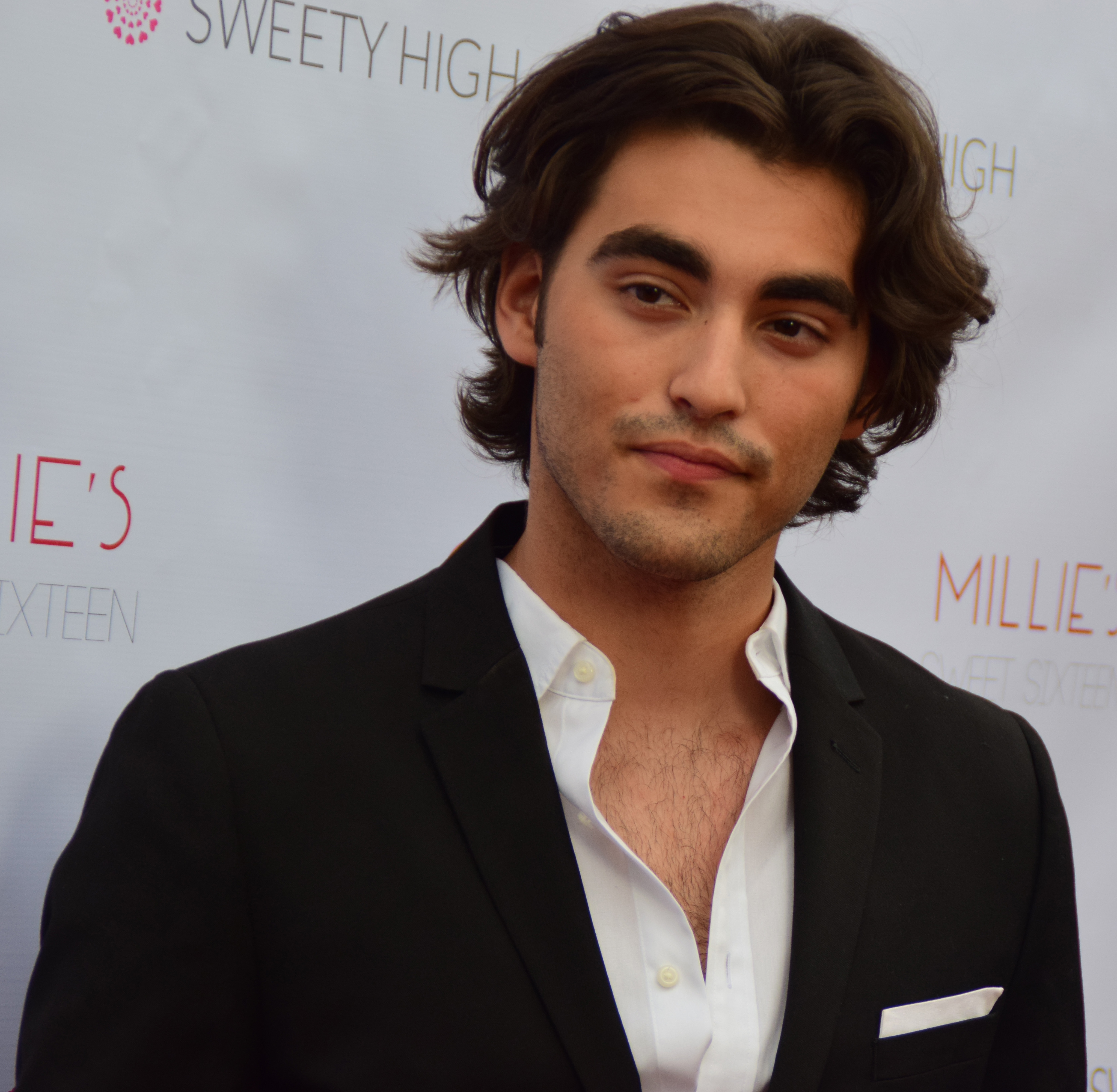
Blake Michael im Juni 2015

Blake Michael (* 31. Juli 1996 in Atlanta, Georgia) ist ein US-amerikanischer Schauspieler.

## Karriere
Im Alter von 10 Jahren war er in einigen Werbespots für Hasbro zu sehen. Seine erste Fernsehrolle erhielt er 2007 in der Pilotfolge von October Road. Er ist vor allem bekannt durch seine Rolle des Charlie Delgado an der Seite von Bridgit Mendler in dem Disney Channel Original Movie Lemonade Mouth – Die Geschichte einer Band, der 2011 ausgestrahlt wurde. Von Oktober 2012 bis September 2015 spielte er eine Hauptrolle in der Disney-Channel-Fernsehserie Hund mit Blog. Für diese Rolle konnte er bei den Young Artist Awards 2013 den Preis in der Kategorie Bester Hauptdarsteller in einer Fernsehserie (Comedy oder Drama) gewinnen.

## Filmografie (Auswahl)
- 2007: October Road (Fernsehserie, Episode 1x01)
- 2010: No Limit Kids: Much Ado About Middle School
- 2011: Der Sezierer – Nicht alle Toten schweigen (The Mortician)
- 2011: Lemonade Mouth – Die Geschichte einer Band (Lemonade Mouth, Fernsehfilm)
- 2012: True Blood (Fernsehserie, Episode 5x09)
- 2012–2015: Hund mit Blog (Dog With a Blog, Fernsehserie, 70 Episoden)